# Rafael Luna i Vivas
Rafael Luna i Vivas (Lleida, 1958) és un polític català del Partit Popular, diputat al Parlament de Catalunya des de la IV Legislatura.
Llicenciat en ciències del treball per la Universitat Internacional de Catalunya, és màster en Desenvolupament Organitzacional i Postgrau Internacional en Resolució de Conflictes per la Universitat d'Alcalá de Henares. En els anys setanta es traslladà a Tarragona, residint a Altafulla.
Militant des del 1977 del Partit Popular (aleshores Aliança Popular), el 1993 fou nomenat president provincial del partit i fou elegit diputat al Parlament de Catalunya a les eleccions al Parlament de Catalunya de 1995, 1999, 2003, 2006, 2010 i 2012, i fou designat Senador pel Parlament de Catalunya de 1999 a 2002.